# Washington Black
Washington Black è una miniserie televisiva statunitense ideata da Selwyn Seyfu Hinds e diretta da Mo Marable, Wanuri Kahiu, Rob Seidenglanz. È tratta dal romanzo del 2018 Le avventure di Washington Black di Esi Edugyan. La miniserie è disponibile dal 23 luglio 2025 su Hulu e Disney+.

## Trama
George Washington "Wash" Black è uno schiavo, nato e cresciuto in una piantagione di canna da zucchero di Barbados, di proprietà della famiglia Wilde. Quando raggiunge gli undici anni di età, Christopher "Titch" Wilde, scienziato e inventore, lo sceglie come suo assistente per la costruzione di una macchina volante chiamata nemboveliero. Nel frattempo, Philip Wilde ritorna da Londra annunciando la morte del padre, costringendo Erasmus, il fratello maggiore, a trovare un modo per fare ritorno nell'Hampshire. Geloso del rapporto tra Titch e Wash, Philip si suicida sparandosi di fronte a Wash. Quando Titch viene a sapere dell'accaduto, porta Wash con sé fuggendo sul nemboveliero.

## Puntate
| nº | Titolo originale                        | Titolo italiano                               | Pubblicazione  |
| -- | --------------------------------------- | --------------------------------------------- | -------------- |
| 1  | The Flying Man & the Musician           | L'uomo volante e il musicista                 | 23 luglio 2025 |
| 2  | Movements of Jah People                 | Il veliero pirata                             | 23 luglio 2025 |
| 3  | Of Love & Caribbean Rum                 | Di amore e di rum caraibico                   | 23 luglio 2025 |
| 4  | The Souls & Science of Black Folk       | Anime e scienza del popolo nero               | 23 luglio 2025 |
| 5  | St. George and the Dragon               | San Giorgio e il drago                        | 23 luglio 2025 |
| 6  | Selamiut                                | Artico                                        | 23 luglio 2025 |
| 7  | J'ouvert Morning                        | J'ouvert mattino                              | 23 luglio 2025 |
| 8  | If You See My Mama, Whisper Her This... | Se incontri mia madre, sussurrargli questo... | 23 luglio 2025 |

## Personaggi e interpreti

### Principali
- George Washington "Wash" Black / Jack Crawford, interpretato da Ernest Kingsley Jr. (adulto) e da Eddie Karanja (giovane), doppiato da Mattia Nissolino (adulto) e da Alberto Vannini (giovane).
Schiavo cresciuto in una piantagione di Barbados, all'età di undici anni viene selezionato da Christopher per assisterlo nei suoi esperimenti. Così si appassiona alla scienza e dimostra di essere un ottimo ritrattista. In seguito è costretto a fuggire insieme al suo mentore utilizzando la sua macchina volante.
- G. M. Goff, interpretato da Rupert Graves, doppiato da Pasquale Anselmo.
Biologo della Royal Science League che raggiunge Halifax con sua figlia Tanna per studiare le specie marine.
- Tanna Goff, interpretata da Iola Evans, doppiata da Ludovica Bebi.
Originaria delle Isole Salomone, arriva ad Halifax con suo padre e scopre che è stata promessa sposa a William McGee per risanare i bilanci di famiglia. All'insaputa del padre, inizia una relazione con Wash che lavora come assistente di Medwin Harris.
- William McGee / Gordon, interpretato da Edward Bluemel, doppiato da Federico Campaiola.
Truffatore che si spaccia per un aristocratico londinese, proprietario dei moli di Halifax, in segreto partecipa agli incontri di pugilato a mani nude.
- Miss Angie, interpretata da Sharon Duncan-Brewster, doppiata da Laura Romano.
Vedova e proprietaria dell'abitazione nel quale vive Washington Black
- Christopher "Titch" Wilde, interpretato da Tom Ellis, doppiato da Riccardo Scarafoni.
Fratello di Erasmus, scienziato e inventore della macchina volante chiamata nemboveliero, prende Wash sotto la sua ala e viaggia insieme a lui per sfuggire ai cacciatori di taglie.
- Medwin Harris, interpretato da Sterling K. Brown, doppiato da Simone D'Andrea.
Figura importante che accoglie gli schiavi delle piantagioni ad Halifax, in quanto ultima stazione della ferrovia sotterranea.

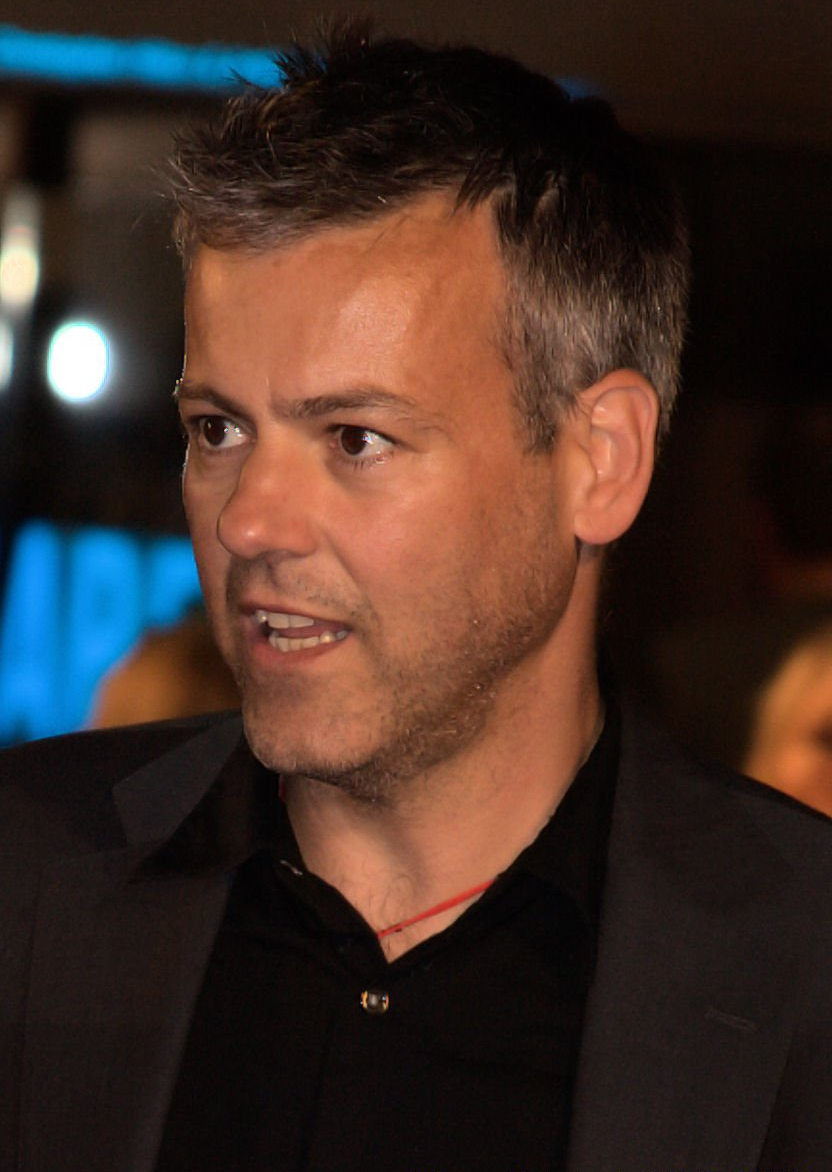
Rupert Graves
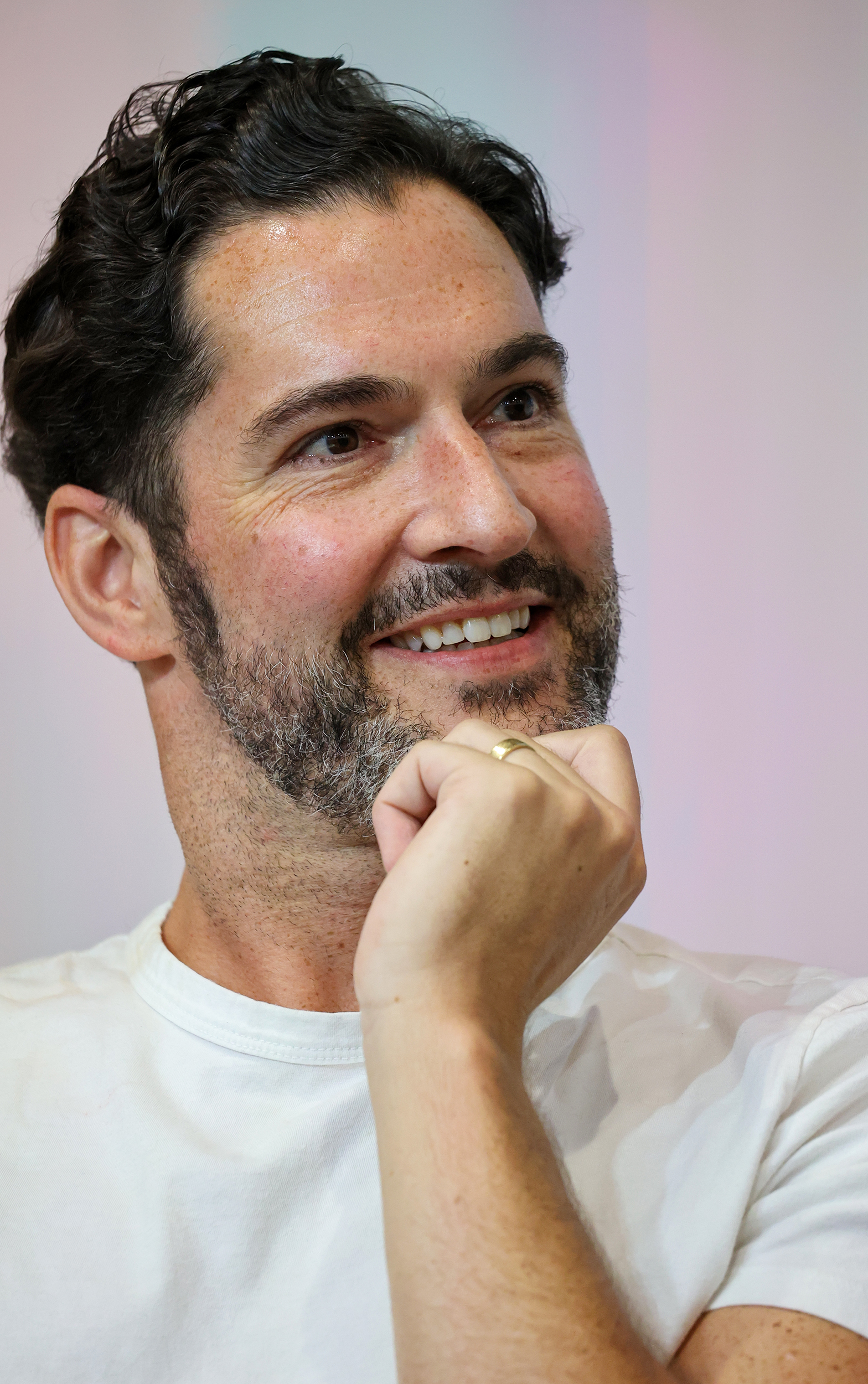
Tom Ellis
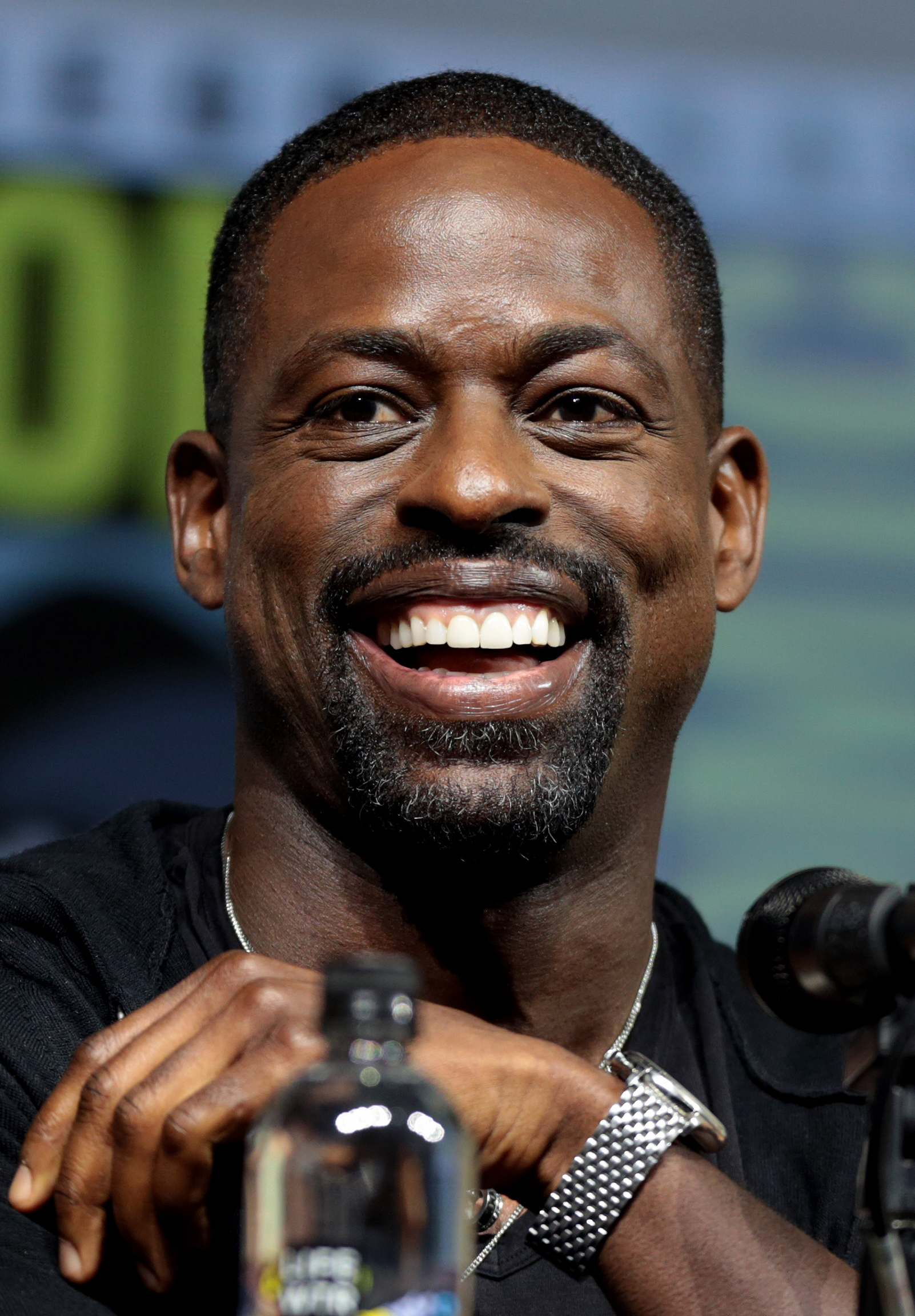
Sterling K. Brown

### Ricorrenti
- Katherine "Big Kit" MacKauley / Nawi, interpretata da Shaunette Renée Wilson.
Guerriera agoji del regno di Dahomey, esiliata e deportata come schiava a Barbados per essere rimasta incinta.
- Gaius, interpretato da Ntare Guma Mbaho Mwine.
Schiavo e cameriere nella tenuta dei Wilde.
- Erasmus Wilde, interpretato da Julian Rhind-Tutt, doppiato da Christian Iansante.
Proprietario di una piantagione di canna da zucchero nelle isole Barbados chiamata Faith e fratello maggiore di Christopher e Philip.
- Philip Wilde, interpretato da Chris Patrick-Simpson, doppiata da Luigi Morville.
Fratello di Erasmus e Christopher ed ex paziente di un manicomio di Londra.
- Theodora, interpretata da Sundra Oakley doppiata da Chiara Gioncardi.
Nuova capitana della nave Ave Maria dopo che Alvarez ha tradito la sua ciurma sul vero luogo della rotta.
- John Willard, interpretato da Billy Boyd, doppiato da Roberto Certomà.
Cacciatore di taglie che insegue Washington Black a causa della morte di Philip.

### Guest star
- John, interpretato da Rick Worthy, doppiato da Andrea Lavagnino.
Ex gestore di una pensione, dipendente dal rum dopo che la sua famiglia è stata sterminata dai guardiani nelle piantagioni.
- Alvarez, interpretato da Kamar de los Reyes, doppiato da Antonio Palumbo.
Capitano della nave pirata Ave Maria, nella quale precipitano Wash e Titch con la loro macchina volante.
- Barrington, interpretato da Miles Yekinni, doppiato da Francesco De Francesco.
Originario della Guyana, secondo in comando della nave pirata Ave Maria.
- Edgar Farrow, interpretato da Greg Ellwand, doppiato da Dario Oppido.
Scienziato, membro della Royal Science League e amico di James.
- James Wilde, interpretato da Charles Dance, doppiato da Gianni Giuliano.
Padre di Erasmus, Christopher e Philip e scienziato che si trova nell'avamposto più a nord della Royal Science League per studiare il fenomeno dell'aurora boreale.
- Peter Haas, interpretato da Tyrone Giordano.
Scienziato sordo muto e compagno di James.
- Esi, interpretata da Diêm Camille, doppiata da Benedetta Degli Innocenti.
Guerriera agoji e amica di Nawi.

## Produzione
Nel marzo 2019 è stata diffusa la notizia che 20th Television, Indian Meadows Productions, Anthony Hemingway Productions e The Gotham Group si sono aggiudicati i diritti per l'adattamento di Le avventure di Washington Black di Esi Edugyan. Il romanzo sarebbe stato adattato in una miniserie da Selwyn Seyfu Hinds, con Edugyan come produttrice esecutiva. Nel settembre seguente la casa di produzione di Sterling K. Brown, la Indian Meadows Productions, ha comunicato di aver trovato una rete per la miniserie. La piattaforma streaming Hulu si è impegnata nel produrla. Nell'ottobre 2021 Hulu ha dato il via alla produzione della miniserie con Hinds, Brown Ellen Goldsmith-Vein, Jeremy Bell, Lindsay Williams, DJ Goldberg, Anthony Hemingway e Jennifer Johnson come produttori esecutivi e Esi Edugyan come co-produttrice. Hinds è la showrunner mentre Wanuri Kahiu, Mo Marable e Rob Seidenglanz i registi.

### Casting
Nel novembre 2021 Ernest Kingsley Jr. è stato scelto per interpretare il protagonista George Washington "Wash" Black, insieme a Iola Evans e Sterling K. Brown. Nel febbraio 2022, Tom Ellis e Rupert Graves sono entrati nel cast principale mentre Shaunette Renée Wilson e Charles Dance in quello secondario. Nel maggio seguente Billy Boyd, Ntare Guma Mbaho Mwine e Julian Rhind-Tutt sono stati scritturati in ruoli ricorrenti.

### Riprese
La lavorazione è iniziata il 28 marzo 2022 in Nuova Scozia. Le riprese sono avvenute anche a: Lunenburg, The Ovens, Mount Uniacke, la Fortezza di Louisbourg e Halifax. Le riprese sono terminate a Città del Messico il 18 settembre 2024.

## Distribuzione
La miniserie è stata interamente distribuita il 23 luglio 2025 su Hulu negli Stati Uniti e su Disney+ negli altri Paesi.

### Edizione italiana
La direzione del doppiaggio è a cura di Alida Milana, su dialoghi di Linda Barani e Emanuela D'Amico, per conto di Iyuno.

## Accoglienza

### Critica
La miniserie ha ricevuto recensioni positive dalla critica. Rotten Tomatoes riporta l'88% delle recensioni professionali positive basato su 25 critiche. Il consenso critico del sito web indica: « Un racconto d'avventura sostenuto da temi importanti, Washington Black dà vita all'acclamato romanzo di Esi Edugyan con un fantastico cast e una scenografia sorprendente.» Metacritic, invece, ha assegnato un punteggio di 69 su 100 basato su 18 recensioni, indicando "recensioni generalmente favorevoli".